# سانتو آندره
سانتو آندره (به پرتغالی: Santo André) یک شهر در برزیل است که در ایالت سائو پائولو واقع شده‌است.

## خصوصیات
سانتو آندره ۱۷۵ کیلومترمربع مساحت و ۷۰۴٬۹۴۲ نفر جمعیت دارد و ۷۰۰ متر بالاتر از سطح دریا واقع شده‌است.

## خواهرخوانده
شهر سستو سان جووانی خواهرخواندهٔ سانتو آندره هست.